# 中華民國學生儀隊
中華民國學生儀隊是中華民國在校學生所組成具有禮儀和表演性質的中華民國儀隊，尤指高中職學校的學生儀隊。高中職學校儀隊主要有校隊和學生社團兩種型態，部分兼有糾察隊、交通隊的性質，至今約有逾100所學校有學生儀隊。
由於學校經費來源、家長價值觀念、學生課業壓力、社會少子化及社團選擇多元化等原因的影響，致使大部分學生儀隊沒有足夠人數呈現大型表演，諸多隊伍因人數限制而逐漸往小型表演和舞臺表演的模式發展，但亦相對使之展演所能的場合增加不少。
早期的儀隊有來自中華民國國防部補助和中華民國國軍的指導，隊形具有軍事風格，講究人員的氣勢與規模。 後來隨著「學儀並非軍儀」的理念獲得推廣及認同，轉而要求精緻與細膩，以求呈現學生的活潑與朝氣，開始加入變換隊形和槍法的花俏表演形式。
學生儀隊的制服特點有兩種不同風格，主要都是為了表現出學生朝氣蓬勃和神氣威武的氣質。第一種模仿中華民國三軍儀隊常服為設計基礎，也有部分選擇便服的樣式，稍微進行改良的風格；另一種則參考美國行進樂隊禮服，帽子綴以高聳的羽飾、制服墊肩裝飾流蘇，表現出華麗的風格。女生下半身制服有少數穿著長褲、多數則穿著百褶裙搭配長靴，突顯女學生不同於軍人的健康活力。

## 歷史
1950年代開始，中華民國國民政府向臺灣高中校園推廣軍訓教育，以培養學生的愛國情懷，並達到宣揚軍威的目的。軍訓教育全面實施以後，便開始有評估成立學生儀隊的可能性。
1957年11月16日，臺北私立開南商工校長陳有諒核准成立「開南商工大隊榮譽忠勤隊」（忠勤儀隊），隸屬中國青年反共救國團臺北市支隊，是臺灣首支成立的學生儀隊。隊名「忠勤」的意義，來自陳校長勉勵所有隊員的軍訓「忠於事、勤於業，爭取校國榮譽」。
更早在1946年光復時期，臺灣省立臺中一中（今臺中市立臺中一中）就將設立於1925年的喇叭部，重組改稱為軍樂隊，創立全台的第一支學生軍樂隊。
1960年7月1日，學校軍訓教育歸入教育體制，移歸教育部主管，並設學生軍訓處為任務編組單位。

### 女學生改穿裙裝
1970年，臺北市立北一女中受邀到日本參加大阪萬國博覽會表演，教育部取得北一女中校長江學珠女士的意見，特許儀隊制服由褲裝改成及膝裙裝。
其時，日本文學作家川端康成來訪，在教育部設宴餐會與林語堂交流，兩人都對北一女中儀隊制服的及膝裙長，感到惋惜。在場教育部官員聽取意見後，決定將訂製的儀隊制服從「及膝」改為「膝上三寸」。這個決定為儀隊的制服訂定基礎，引起其他學校的效法，也改變了臺灣所有女校儀隊的形象。

### 解除髮禁
1981年，北一女中儀隊受邀到美國表演，教育部特許解除出訪團員的髮禁規定，讓儀隊成員可以蓄留長髮和燙髮。當儀隊在美國的演出轉播到臺灣時，引起觀眾的關注，討論解除髮禁的可能性。1987年，女生髮禁放寬標準，以不碰到衣領為限。

### 參加國家慶典
中華民國歷屆雙十國慶大典，都有邀請北一女中樂儀隊、景美女中樂儀旗隊、士林高商樂儀隊、成功高中樂儀隊、陸軍專科學校樂旗隊、建國中學樂旗隊、中山女高樂旗隊等各校隊伍參與多校聯合表演。
2011年中華民國建國百年大典，國防部聯合樂隊及國軍三軍儀隊首次跨軍方合作，聯同北一女中儀隊、景美女中儀隊進行聯合操演，揭開「百年國慶」表演序幕。 除此之外，各校儀隊也受邀參與總統府、各縣市政府的元旦升旗表演。

## 編制與功能

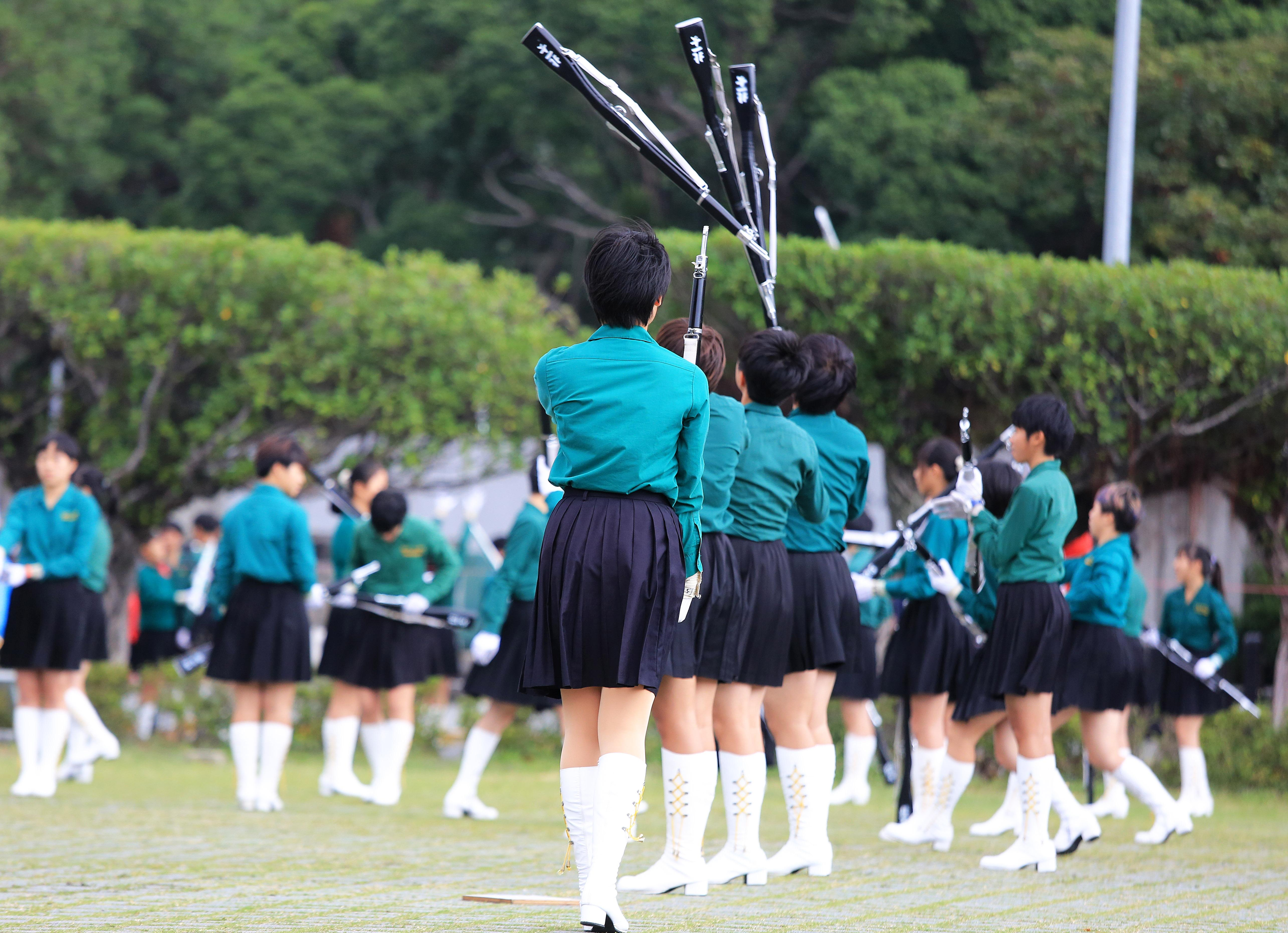
2016年12月30日，中華民國總統府升旗音樂會預演，北一女中儀隊參與演出

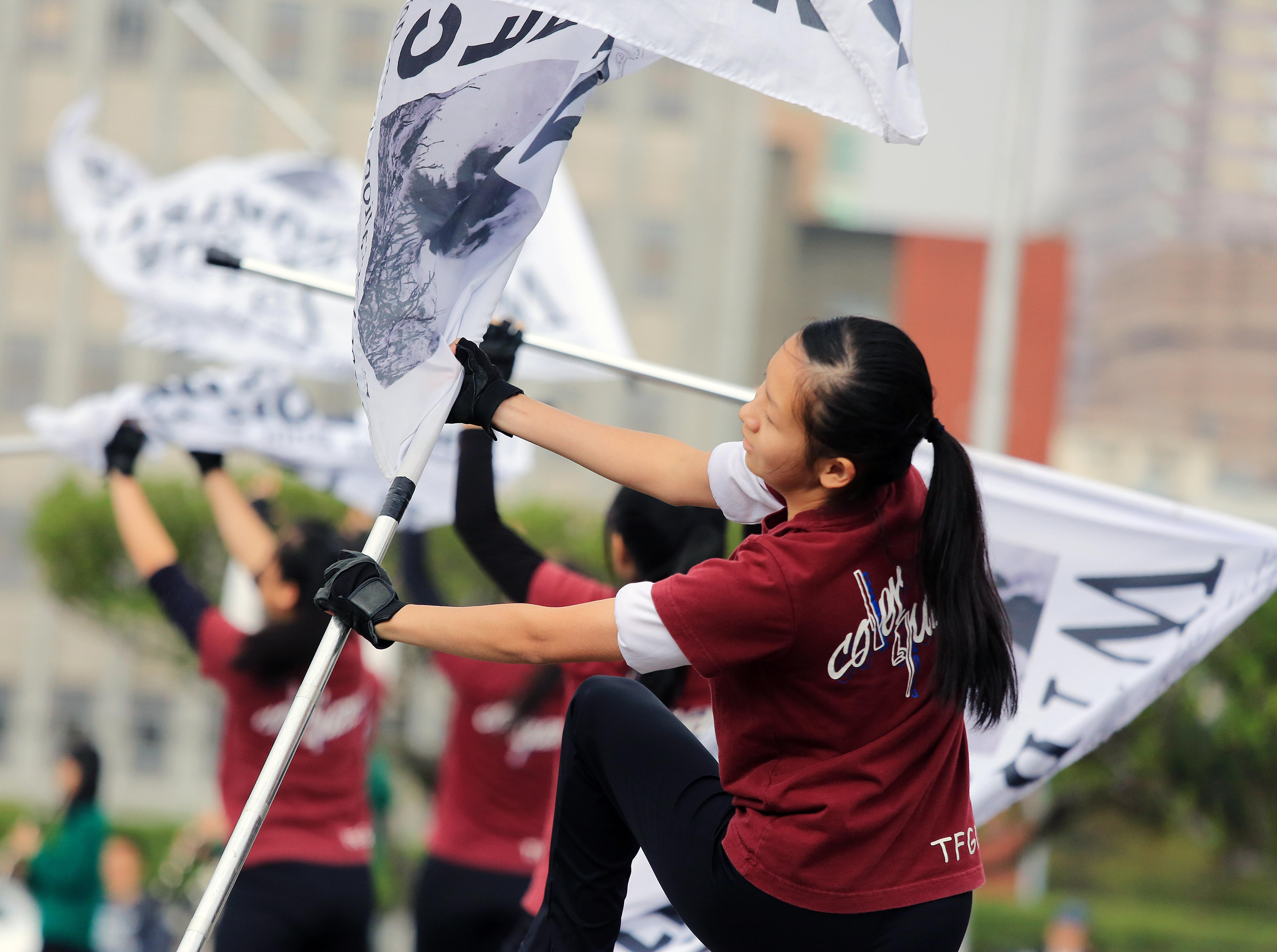
2016年12月30日，中華民國總統府升旗音樂會預演，北一女中旗隊參與演出

學生儀隊主要有校隊和社團兩種型態，校隊是校方經過成績遴選，代表學校參加國家慶典活動、參加國內外表演與競賽、迎接外賓蒞校參訪、參加校內各項集會、社區公益活動及校園社區化相關活動，具有學校代表性的學生團體。社團是學生培養個人嗜好、基於共同目的和興趣，參與校內及社區課外活動的學生組織。
由於學校經費來源、家長價值觀念與學生升學壓力的影響，加上少子化導致學齡人口減少、以及學生社團的選擇更加多元化，參加學生儀隊的學生人數，比起軍事威嚴與精英主義時期已經相較減少。 以北一女中樂儀隊為例，過去校隊採取強制徵召機制，高峰時期的樂儀隊成員都超過百人，甚至達到約120—130人；改為社團自由招生後，儀隊一度縮減至40—60人，樂隊也只剩下60—80人。 建國中學樂旗隊、中山女高樂旗隊等校代表隊伍，都有類似的情況。
另一方面，維持一支在室內外都有足夠水準的樂團，亦須要長期投入經費及練習時間，直接加重學校和學生家長的負擔，也讓學生面臨壓力而退社。
現在除了少部分學生樂儀隊仍有足夠人數的隊員呈現大型表演外，大多數隊伍因人數限制，逐漸轉為學生社團型態，朝向校內及社區小型表演和舞臺表演的模式發展。

### 樂儀旗舞隊
樂、儀、旗、舞是重大典禮和競賽的聯合表演形式，並非每個學校都有如此的編制。樂隊、儀隊和旗隊在學校預算中是分開成立的社團，各自負責獨立招募、甄選、練習、社團成果發表等項目，也有各自不同的競賽，僅有參加校外大型觀摩表演前（或特定時間），才會進行集體訓練。
樂儀、樂旗、旗儀的表演風格並不相同，少數學校的樂儀旗隊會同時受邀參與大型表演，但儀隊在大多數時候並不會跟行進樂隊、樂旗隊同時演出，仍是以單獨表演，或是搭配軍樂隊表演為主流；儀隊退場或變換隊形時，旗舞隊才會出場隨著音樂起舞。
- 隊長：持杖指揮樂隊者為樂隊隊長、持刀指揮儀隊者為儀隊隊長或儀隊刀官。
- 旗官：走在隊伍前列持國旗、縣市旗、校旗、隊旗者為儀隊旗官。
- 護旗：拿著禮槍走在旗官左右兩側的儀隊隊員為護旗。
- 樂隊：拿著銅管樂器和打擊樂器的隊伍，日常在校內重要典禮、升降旗典禮負責伴奏。校外演出和競賽時負責音樂節奏，也會配合表演變換隊形。
- 儀隊：拿著禮槍的隊伍，日常出現在校內重要典禮的司令臺或校門執行禮儀的標兵。校外演出和競賽時表演槍法，搭配變換隊形來呈現表演。
- 旗隊：拿著各式旗幟的表演者，通常在儀隊退場、變換隊形之間出場，舞動手中各種顏色的表演用旗幟。
- 舞隊：穿著表演服裝、無拿器材的舞蹈者，在儀隊退場、變換隊形時隨著音樂起舞。

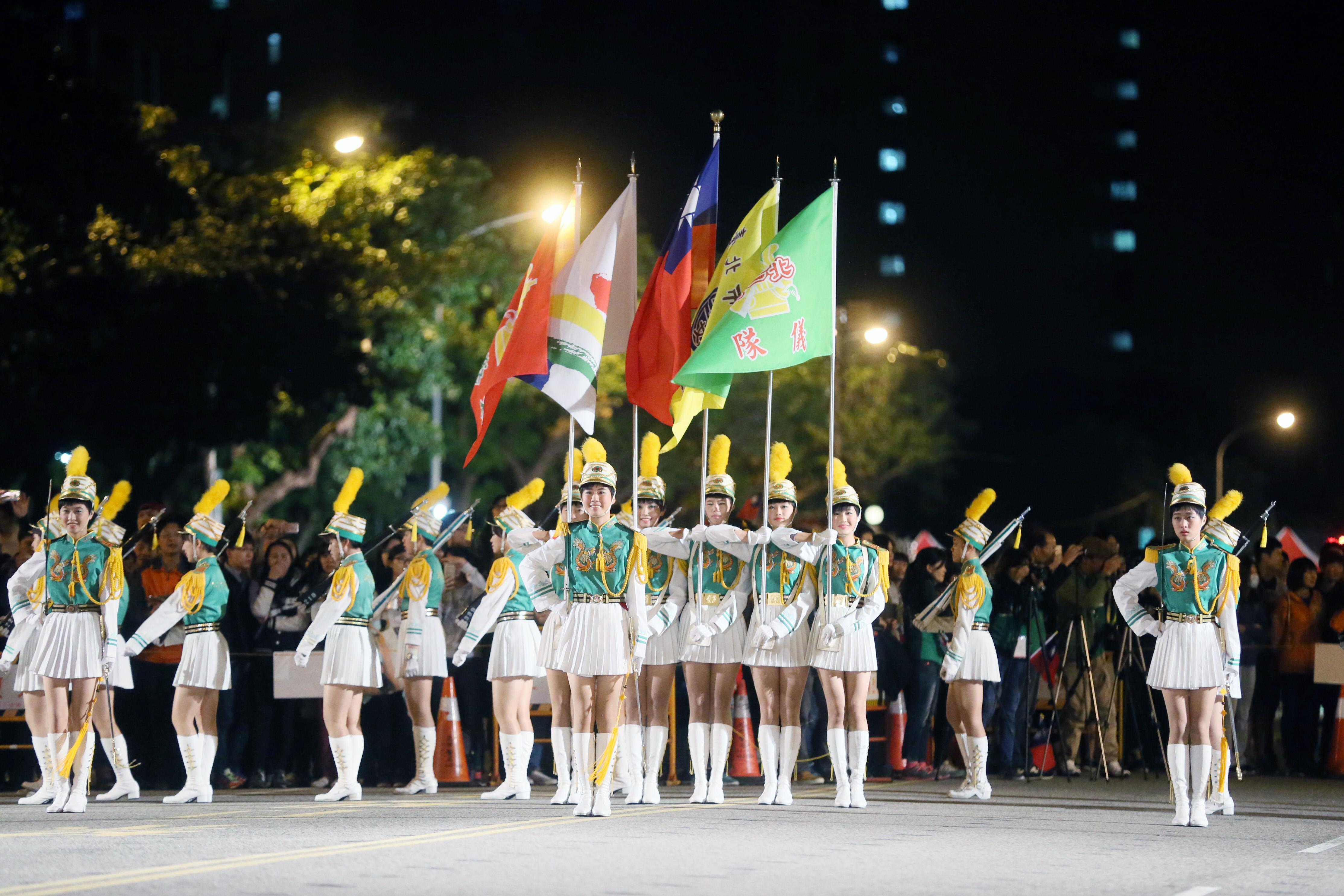
隊長與校旗隊入場
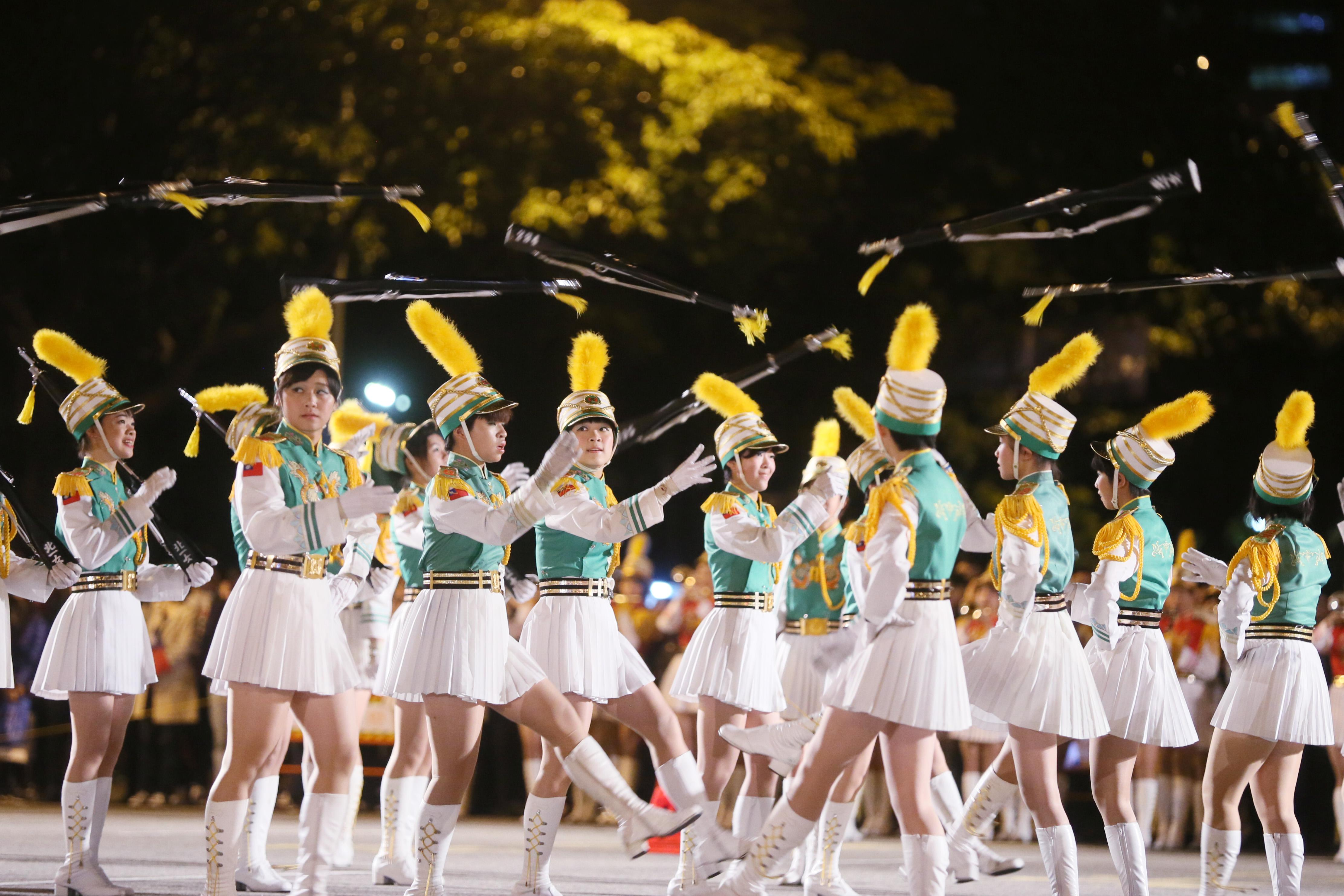
儀隊操槍表演
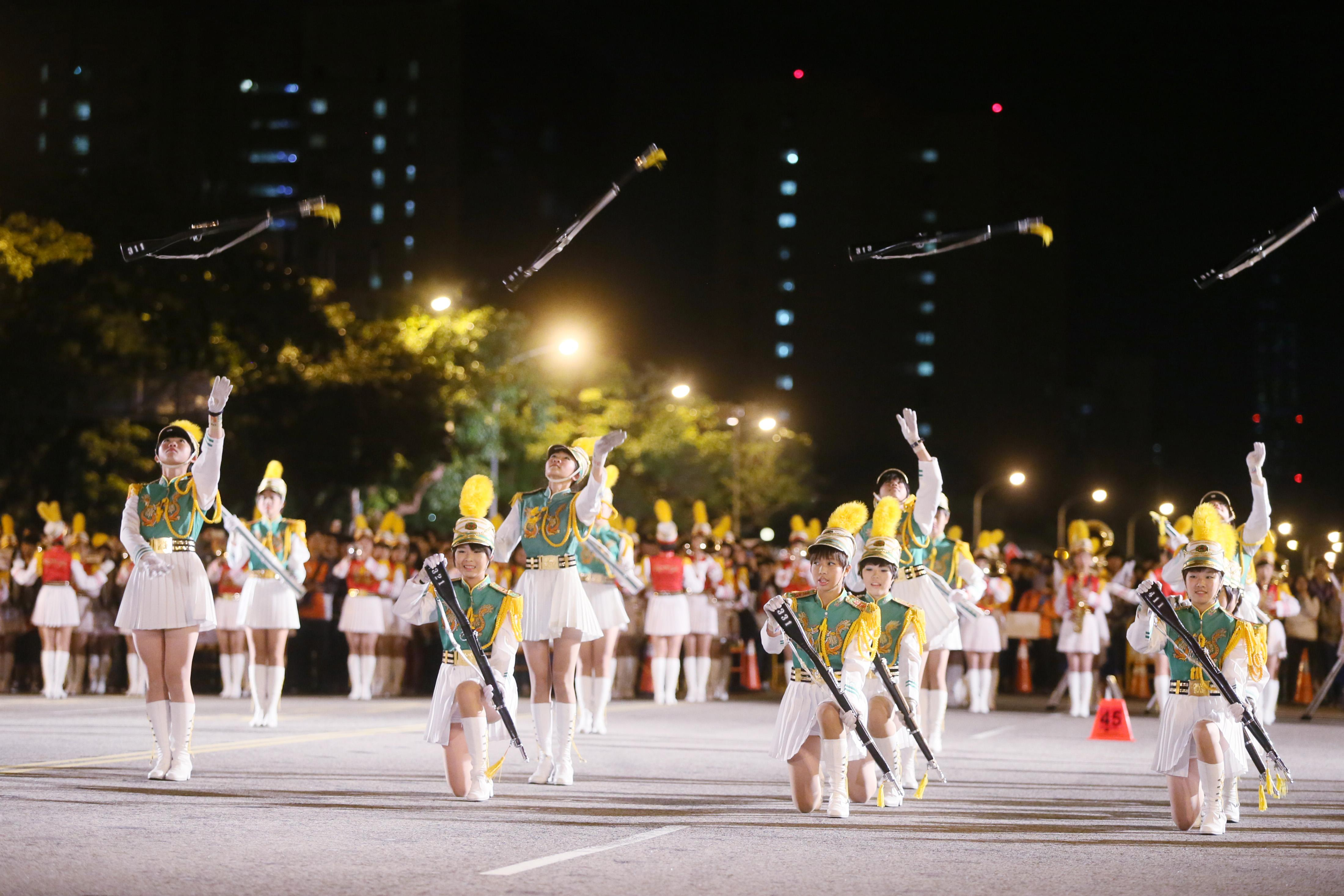
儀隊操槍表演
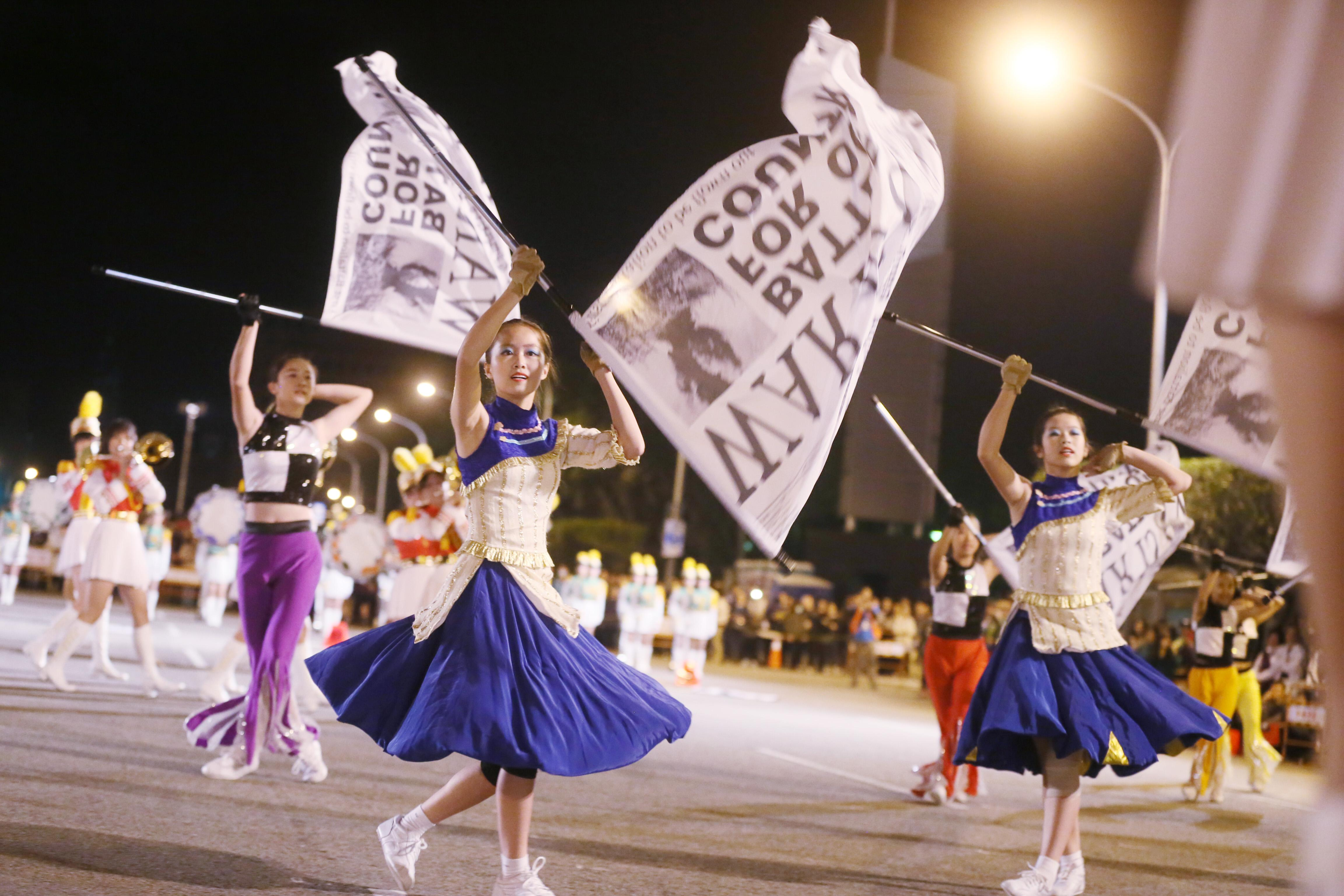
旗舞隊表演
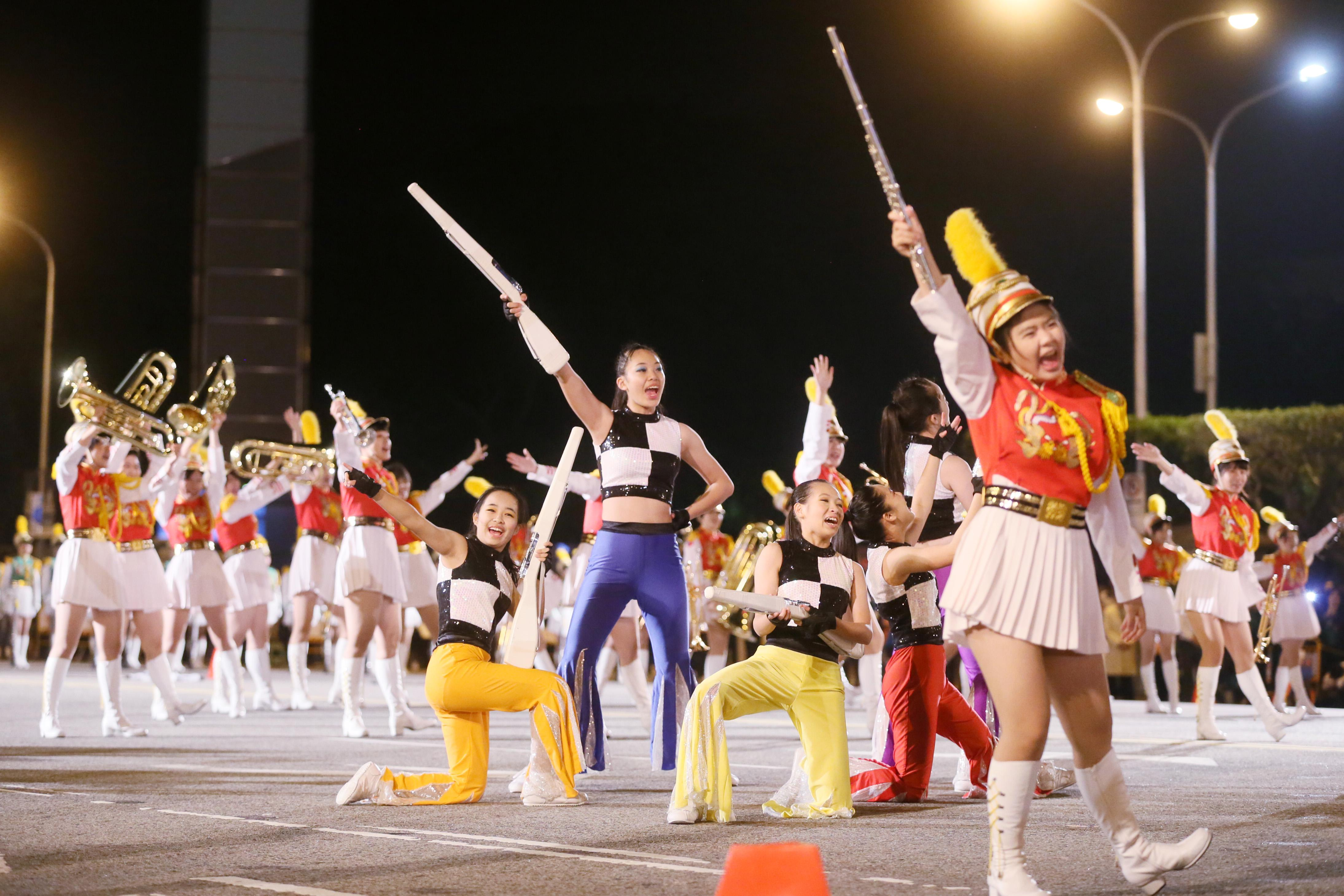
樂隊與旗舞隊一同表演
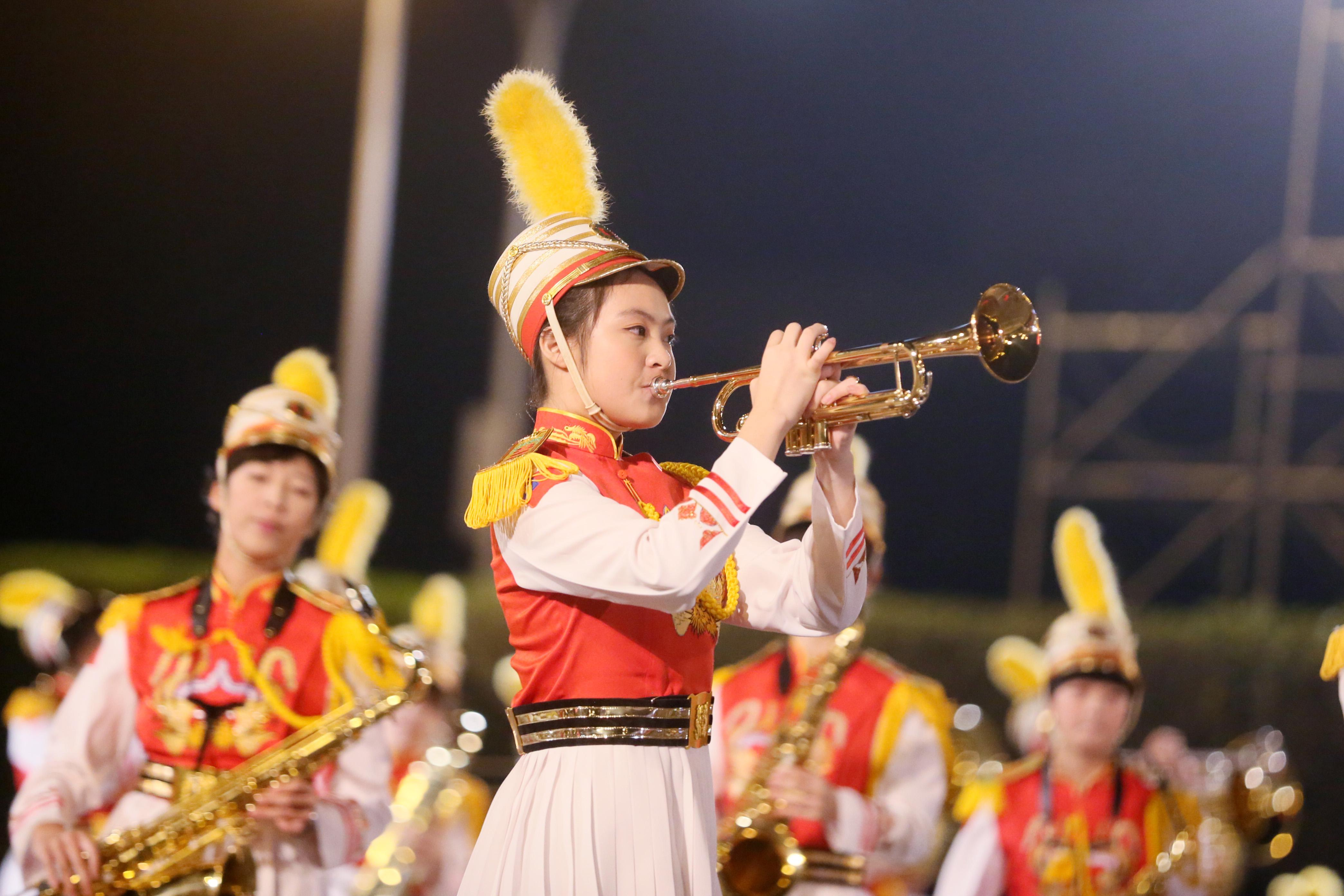
樂隊表演

### 儀隊

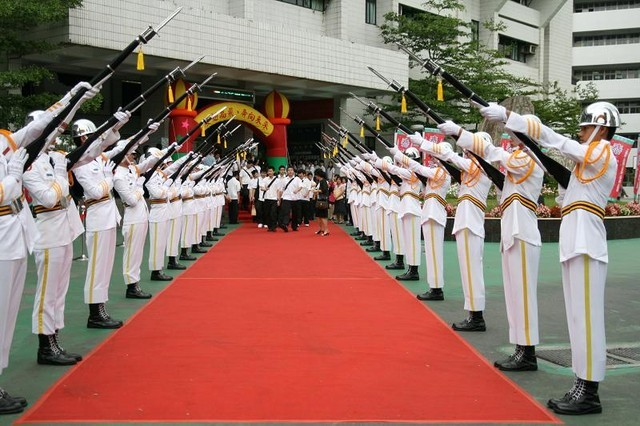
泰北高中學生儀隊於畢業典禮執行禮儀，舉起表演槍組成拱門，向走過拱門的畢業生送行

儀隊是一支執行禮儀、表演操槍的隊伍，設有刀、旗、槍的配置。不同位置的要點不盡相同，但不管站在任何位置，都要熟悉立正姿勢、步伐整齊、槍法入門等基本動作訓練。
儀隊與行進樂隊、樂旗隊的形成歷史並不相同，表演風格也有些差異。除了少數學校的樂儀旗隊會在元旦升旗典禮、樂儀旗舞觀摩表演等表演中聯合演出，大多數的學生儀隊仍是以單獨表演為主流。
刀官
領頭走在隊伍最前列，持刀指揮者稱為刀官。刀官通常由隊長及幹部擔任，或特別遴選身高較高者擔任。小型隊伍僅有一位刀官，由隊長兼任。中大型隊伍也會配置多位刀官，分別是走在最前頭的一位總指揮，以及第二排的幾位副官；但也有雙指揮的組合，正列排兩位刀官。刀官是儀隊的整體指揮，須要熟悉口令和刀法動作。
旗官
走在隊伍前列持旗者稱為旗官。一般而言，旗官是由身材高䠷者擔任，儀隊身高最高的隊員，通常會是居中擔任執國旗的旗官。
旗官通常為3或5人的奇數組成隊列，國旗位居中央，依序由內往外排列，順序由中央向左右為：國旗、縣市旗、校旗、儀隊旗、樂隊旗，通常旗官達5人者，才能容納樂儀隊旗。旗幟是最高榮譽和團體凝聚力的象徵，所以旗官比起其他儀隊隊員，更著重在威儀、氣勢和穩定的動作。
護旗
走在旗官左右兩側持禮槍者稱為護旗，護旗雖然也是槍兵，但只有進行上、下槍和持槍敬禮的基本動作，不參與操演槍法。這支由旗官和護旗組成的小隊，正式名稱為「校旗隊」。
槍兵
槍兵是持禮槍的儀隊成員，通常就是整場操槍表演的主力，須要熟練整體配合、頓點、走位和槍法的技巧。槍兵沒有人數限制，基本上以保持隊伍整齊為原則。但在全國高級中等學校儀隊競賽實施的規則，操槍人數至少要有12人（含）以上； 桃儀盃的比賽規則限定上場人數（含刀、旗官）為6－26人； 中華民國儀隊協會的賽制，分為：北儀盃（個人賽、團體賽、九人組示範賽）、中儀盃（單人組、四人組、多人組）和南儀盃（8人以上）。
除此之外，隊上還要有隊長、副隊長、行政、總務、文宣、美宣、公關、衛生、訓練、服裝及裝備管理等幹部，這些都是由學生來擔任。

### 校旗隊

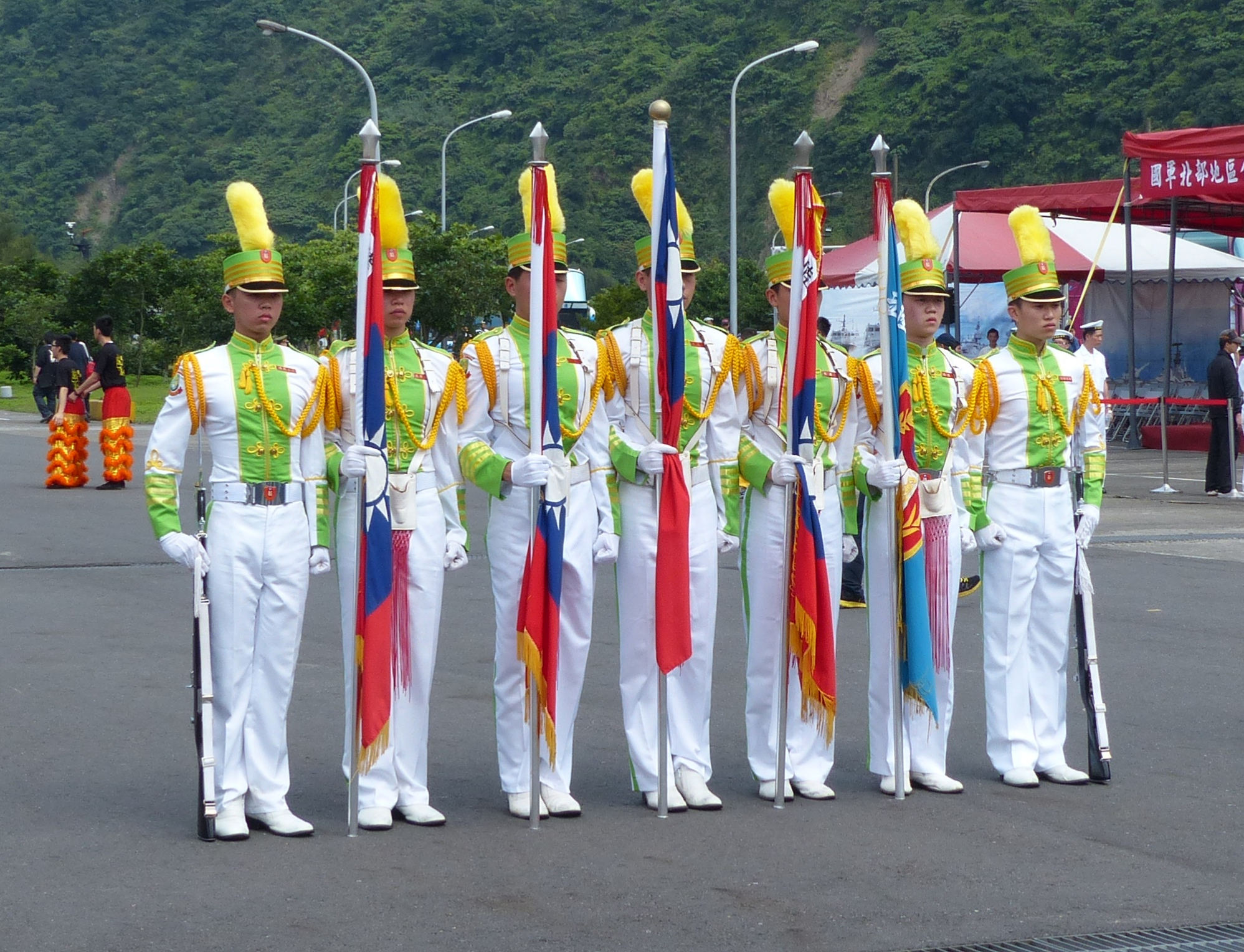
陸軍專科學校校旗隊

儀隊中護著國旗、縣市旗、校旗的標兵（護旗）和旗手（旗官）稱為「校旗隊」， 校旗隊是學校運動會、校慶典禮、校外遊行等場合，持著國旗走在前方、首先入場的隊伍。一般沒有設立儀隊社的學校，通常會委任其他服務性社團擔任這項任務，是屬於禮儀性質的隊伍。
樂旗隊跟校旗隊並不一樣，是持著各色旗幟配合著音樂擺動肢體及揮舞旗幟、呈現出各種舞蹈動作的舞者，他們也會將旗幟換成刀、槍、球、紗等道具，是屬於表演藝術團體。

### 樂隊
儀隊行進或在場內表演時，負責在場邊演奏樂曲的樂隊，一般是由行進樂隊或軍樂隊來擔任。
室外行進樂隊使用的樂器通常由銅管樂器、木管樂器和打擊樂器組成，依據表演風格可分為軍樂隊和鼓號樂隊。軍樂隊通常是在典禮場合直線行進，前方有一名指揮持著指揮杖引導樂隊，演奏莊嚴的樂曲。鼓號樂隊常見的表演方式，則是在場內擺動肢體、變換各種隊形，搭配旗舞隊一同表演，演奏的樂曲更有流行風格。
鼓號樂隊（行進樂隊）也可以呈現室內的表演，但主要還是在室外行進演出；軍樂隊（管樂社）平常則多在室內練習和表演，學校運動會、嘉年華、踩街遊行等活動才會在室外演出。室內樂團（室內管樂社）偶爾也可以跟儀旗隊一同參與演出，但是室內管樂的表演受到場地局限，無法呈現室外行進的表演方式。
軍樂隊和儀隊（樂儀）具有莊重的軍教風格，鼓號樂隊和旗舞隊（樂旗）則朝著藝術表演的方向發展，兩者的表演風格並不完全相同。

### 未設立儀隊的學校
絕大部分學校並未設立儀隊社，在有需要應付學校重大典禮場合時，通常以榮服社、糾察社、麒麟社、校安社、春暉社、紫錐花社、童軍社等服務性社團，或是培訓其他學生擔任標兵和旗手，代表校旗隊的角色。其他任務包括：迎接外賓訪校、在校門口或司令臺站標、園遊會及運動會持大會旗進場。這支隊伍在活動結束後即行解散，平常並不會進行操槍、隊形變換練習。

## 儀隊的表演風格

### 裝備
學生儀隊所用的禮槍為仿制M1禮槍(學儀槍)，有黑槍、白槍和木紋槍幾種顏色。黑槍分為無刺刀槍和有刺刀槍兩種：男用禮槍（不含刺刀）長約114公分、重約2公斤；男用禮槍（含刺刀）長約135公分、重約2公斤；女用禮槍（不含刺刀）長約100公分、重約1.8公斤；女用禮槍（含刺刀）長約121公分、重約2公斤；兒童禮槍（不含刺刀）長約69公分、重約1公斤。
白槍一律為特技禮槍（不含刺刀），重量比黑槍較輕，採用白槍的隊伍更著重於表演藝術方面，拋擲高度和花式技巧都有別於黑槍，多數為特技隊員或旗舞隊所使用。
禮刀為標準規格，刃長約71公分、柄長約14公分、鞘長約78公分、重約1.4公斤。三軍儀隊所用的M1禮槍規格，長約135公分、重約6.4公斤，一律含有刺刀。

### 指揮和槍法
儀隊總指揮在儀隊準備開始操演槍法前、以及操演完畢後，需要面向司令臺持指揮刀敬禮，向司令臺的來賓實施進、退場報告，範本如下：
「    儀隊指揮官   報告，表演人數  人，表演開始。」
「    儀隊指揮官   報告，表演結束。」
學生儀隊的槍法可以根據學習資源，分為常見的陸軍儀隊、海軍儀隊和空軍儀隊槍法，以及少見的陸戰儀隊槍法和靜默槍法。陸、空軍儀隊的槍法學習自南韓海軍敦睦艦隊，透過施克順、楊先鐸等幾位教官傳授給學生。陸戰與海軍儀隊的槍法則受過美國海軍陸戰隊的影響，在較後期才流傳下來。 但是海軍儀隊因為航海文化使然，有更多出國交流的機會，使得歷屆槍法更為變化多端；陸戰儀隊則保留更加剛猛威嚴、渾厚有勁的一面。
儀隊的基本練習是立正、稍息、齊步走、托槍（上槍）、下槍、持槍、端槍、敬禮和禮畢， 熟悉以後才開始練習迴旋、轉槍、拋槍、跳槍、傳槍、隊形變換等特技動作，各校又在操演中加入各自的隊形和創意動作，形成各校的不同特色。

## 學生儀隊列表
收錄標準：

1. 儀隊，有參加過儀隊競賽、操槍表演、社團成果發表會之類，符合收錄範圍；

2. 標兵及校旗隊，只是負責迎賓、升降旗、運動會開場等禮儀，沒有參加過儀隊競賽、操槍表演、社團成果發表會之類的話，可能不符合收錄範圍；

3. 樂旗隊，樂旗隊雖然也會用旗槍作道具，但樂旗隊和儀隊用的旗、槍都不太一樣，表演技巧和呈現方式也不相同，本質上是舞蹈表演藝術，不符合收錄範圍。

### 大臺北區

#### 基隆市
| 基隆高中糾察儀隊   | FB |
| 基隆女中風華女儀隊 | FB |

#### 臺北市
| 百齡高中禮兵隊           | —                         |
| 北一女中儀隊             | FB                        |
| 成功高中儀隊             | FB （页面存档备份，存于） |
| 大同高中儀隊             | IG                        |
| 滬江高中儀隊             | FB                        |
| 華江高中儀隊             | FB                        |
| 景美女中儀隊             | FB                        |
| 開南商工儀隊             | IG                        |
| 木柵高工儀隊             | FB                        |
| 南港高工儀隊             | FB                        |
| 南湖高中儀隊             | FB                        |
| 內湖高工儀隊             | FB                        |
| 強恕高中儀隊             | FB                        |
| 師大附中儀隊             | FB                        |
| 士林高商儀隊             | IG                        |
| 泰北高中儀隊             | FB                        |
| 西松高中儀隊             | FB                        |
| 協和祐德高中靜默操演儀隊 | FB                        |
| 幼華高中儀隊             | FB                        |
| 育成高中儀隊             | FB                        |
| 再興中學儀隊             | —                         |
| 中正高中儀隊             | FB IG                     |
| 永春國小幼獅儀隊         | HP                        |
| 復興高中秩序糾察隊標兵   | IG                        |

#### 新北市
| 板橋高中儀隊                   | FB |
| 瑞芳高工瑞光儀隊               | IG |
| 丹鳳高中鳳陽儀隊               | FB |
| 淡江高中儀隊（禮兵社）         | FB |
| 淡水商工交通糾察儀隊           | FB |
| 東海高中儀隊                   | FB |
| 海山高中儀隊，別名「翱翔之鷗」 | FB |
| 華僑高中儀隊                   | FB |
| 錦和高中儀隊                   | —  |
| 南山高中儀隊                   | FB |
| 能仁家商儀隊                   | —  |
| 三民高中儀隊                   | —  |
| 三重高中重中儀隊               | FB |
| 三重商工重商儀隊               | FB |
| 石碇高中糾察儀隊               | FB |
| 泰山高中儀隊（禮兵社）         | FB |
| 新北高中重高儀隊               | FB |
| 秀峰高中秀儀隊                 | FB |
| 鶯歌工商儀隊                   | FB |
| 永平高中儀隊                   | FB |
| 豫章工商儀隊                   | FB |
| 智光商工儀隊                   | —  |
| 中和高中學生儀隊               | FB |
| 莊敬高職儀隊                   | FB |
| 新北高工 北工儀隊              | —  |

### 桃竹苗區

#### 桃園市
| 北科附工儀隊                   | FB |
| 成功工商儀隊                   | FB |
| 大園高中儀隊                   | IG |
| 方曙商工儀隊                   | FB |
| 觀音高中紫錐花儀隊             | IG |
| 六和高中天鷹儀隊               | FB |
| 龍潭高中儀隊                   | IG |
| 南崁高中儀隊                   | FB |
| 內壢高中糾察儀隊               | FB |
| 平鎮高中儀隊                   | FB |
| 壽山高中糾察儀隊               | FB |
| 桃園高中儀隊                   | FB |
| 武陵高中糾察儀隊               | FB |
| 新興高中儀隊，別名「怒海絞鯊」 | FB |
| 陽明高中糾察儀隊               | FB |
| 楊梅高中糾察儀隊               | FB |
| 永豐高中儀隊                   | FB |
| 振聲高中儀隊                   | FB |
| 治平高中儀隊                   | —  |
| 中大壢中藍天壢儀隊             | FB |
| 中壢家商紫儀隊（紫錐花儀隊）   | FB |
| 幸福國中青鳥儀隊               | FB |
| 幸福國小幸運草儀隊             | FB |

#### 新竹縣
| 忠信高中山前女子槍隊 | FB |
| 竹北高中儀隊         | FB |
| 竹東高中儀隊         | FB |

#### 新竹市
| 磐石高中儀隊     | FB |
| 曙光女中儀隊     | FB |
| 新竹高工儀隊     | FB |
| 新竹高中糾察儀隊 | IG |
| 新竹女中沂風儀隊 | FB |

#### 苗栗縣
| 中興商工儀隊   | —     |
| 苗栗高中校旗隊 | IG    |
| 卓蘭高中儀隊   | FB    |
| 仁德醫專儀隊   | FB IG |
| 大湖國小儀隊   | —     |

### 中部地區

#### 臺中市
| 慈明高中儀隊             | —  |
| 大甲高工糾察儀隊         | FB |
| 大甲高中儀隊             | FB |
| 大明高中儀隊             | FB |
| 豐原高商儀隊             | FB |
| 光華高工儀隊             | —  |
| 弘文高中儀隊             | FB |
| 華盛頓高中群蜂儀隊       | FB |
| 惠文高中儀槍社（糾察隊） | IG |
| 立人高中儀隊             | FB |
| 嶺東高中儀隊             | FB |
| 明道高中儀隊             | FB |
| 僑泰高中儀隊             | —  |
| 青年高中儀隊             | FB |
| 清水高中儀隊             | IG |
| 臺中二中雄鷹儀隊         | FB |
| 臺中高工秩序糾察儀隊     | FB |
| 臺中女中儀隊             | FB |
| 臺中一中雷霆儀隊         | FB |
| 葳格高中儀隊             | FB |
| 新民高中儀隊             | —  |
| 新社高中朝櫻儀隊         | FB |
| 宜寧高中儀隊             | IG |
| 致用高中儀隊             | FB |
| 福科國中儀隊             | FB |
| 后綜高中秩序糾察儀隊     | FB |
| 沙鹿高工學生服務儀隊     | IG |

#### 彰化縣
| 北斗家商儀隊     | IG |
| 二林高中儀隊     | FB |
| 文興高中儀隊     | FB |
| 溪湖高中儀隊     | FB |
| 員林家商儀隊     | —  |
| 員林農工儀隊     | —  |
| 彰化高中華陽儀隊 | FB |
| 和美高中儀隊     | —  |
| 大葉大學葉山儀隊 | IG |

#### 南投縣
| 埔里高工儀隊 | FB |
| 草屯商工儀隊 | FB |
| 暨大附中儀隊 | FB |
| 水里商工儀隊 | IG |

#### 雲林縣
| 斗六高中綠城儀隊       | FB   |
| 斗六家商紅槿儀隊       | FBIG |
| 斗南高中儀隊           | —    |
| 虎尾高中儀隊（校旗隊） | FB   |
| 虎尾農工儀隊           | FB   |
| 土庫商工藍衫儀隊       | —    |
| 維多利亞實中儀隊       | —    |

#### 嘉義市
| 東吳高職學生儀隊 | FB |
| 嘉義女中儀隊     | FB |

### 南部地區

#### 臺南市
| 北門農工儀隊             | FB                        |
| 曾文家商儀隊             | FB                        |
| 曾文農工儀隊             | FB                        |
| 慈幼工商儀隊             | IG （页面存档备份，存于） |
| 港明高中儀隊             | FB                        |
| 家齊高中海藍天儀隊       | FB                        |
| 南光高中儀隊             | FB                        |
| 南英商工儀隊             | FB                        |
| 善化高中儀隊             | FB                        |
| 臺南高工糾察儀隊         | FB                        |
| 臺南高商儀隊             | FB                        |
| 臺南女中儀隊             | FB                        |
| 臺南一中儀隊             | FB                        |
| 新豐高中學生自治糾察儀隊 | IG                        |
| 新化高工儀隊             | FB                        |
| 嘉南藥理大學儀隊社       | FB                        |
| 南臺科大軍儀隊社         | FB                        |

#### 高雄市
| 鳳新高中儀隊             | IG |
| 高雄高工學生自治幹部儀隊 | IG |
| 高雄女中儀隊             | FB |
| 高雄中學儀隊             | FB |
| 立志高中軍儀隊           | FB |
| 三信家商儀隊             | FB |
| 中山工商軍樂儀隊         |    |

#### 屏東縣
| 恆春工商南霸天學生儀隊             | —  |
| 民生家商儀隊                       | FB |
| 內埔農工學生儀隊，別名「神山之子」 | —  |
| 屏東高中儀隊                       | FB |
| 屏東女中儀隊，別名「紅色薔薇」     | FB |
| 東港高中儀隊                       | IG |

### 東部地區

#### 宜蘭縣
| 宜蘭高商儀隊 | FB |

#### 花蓮縣
| 花蓮高商儀隊 | FB |
| 花蓮女中儀隊 | FB |

### 軍警院校

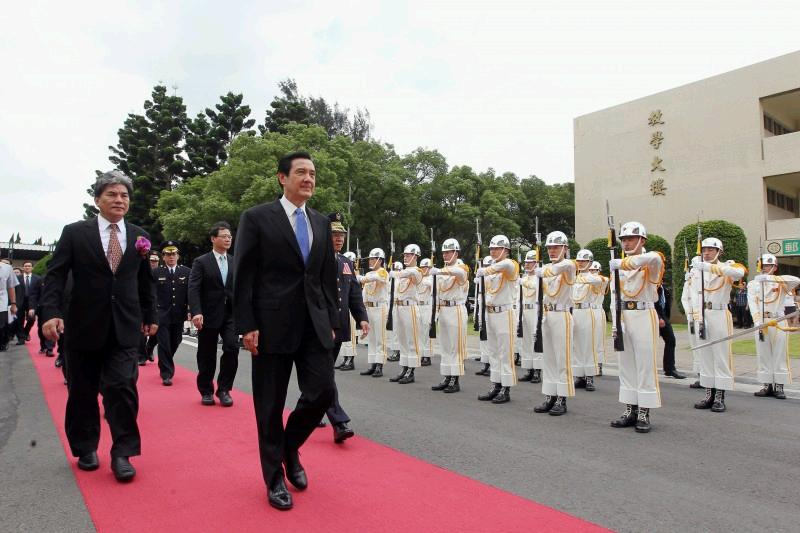
2012年，警大儀隊迎接總統馬英九內政部部長李鴻源出席中央警察大學101年度畢業典禮

中正預校、陸官學校、海官學校、空官學校、國防醫學院、國防大學政戰學院、管理學院、理工學院、陸專學校、航技學院等三軍九校院，都有屬於自己的標兵、校旗隊及接官儀隊，但性質跟高中職學生儀隊社並不相同。 其主要任務是在典禮場合時，擔任迎送長官等禮儀勤務任務編組，通常沒有練習操槍法。
警察大學與警察專科學校儀隊同樣也是負責在各項慶典、祭典、各大節令晚會等場合，擔任禮儀勤務的部隊。 唯有陸軍官校儀隊、海軍官校操槍儀隊、政戰學院儀隊社和航技學院儀隊，有社團性質的槍法練習及表演。
- 陸軍軍官學校儀隊[80][81]
- 海軍軍官學校操槍儀隊[82]
- 國防大學政治作戰學院學員生大隊儀隊社[83]
- 空軍航空技術學院儀隊[84]
- 國防大學理工學院儀隊

## 競賽和活動

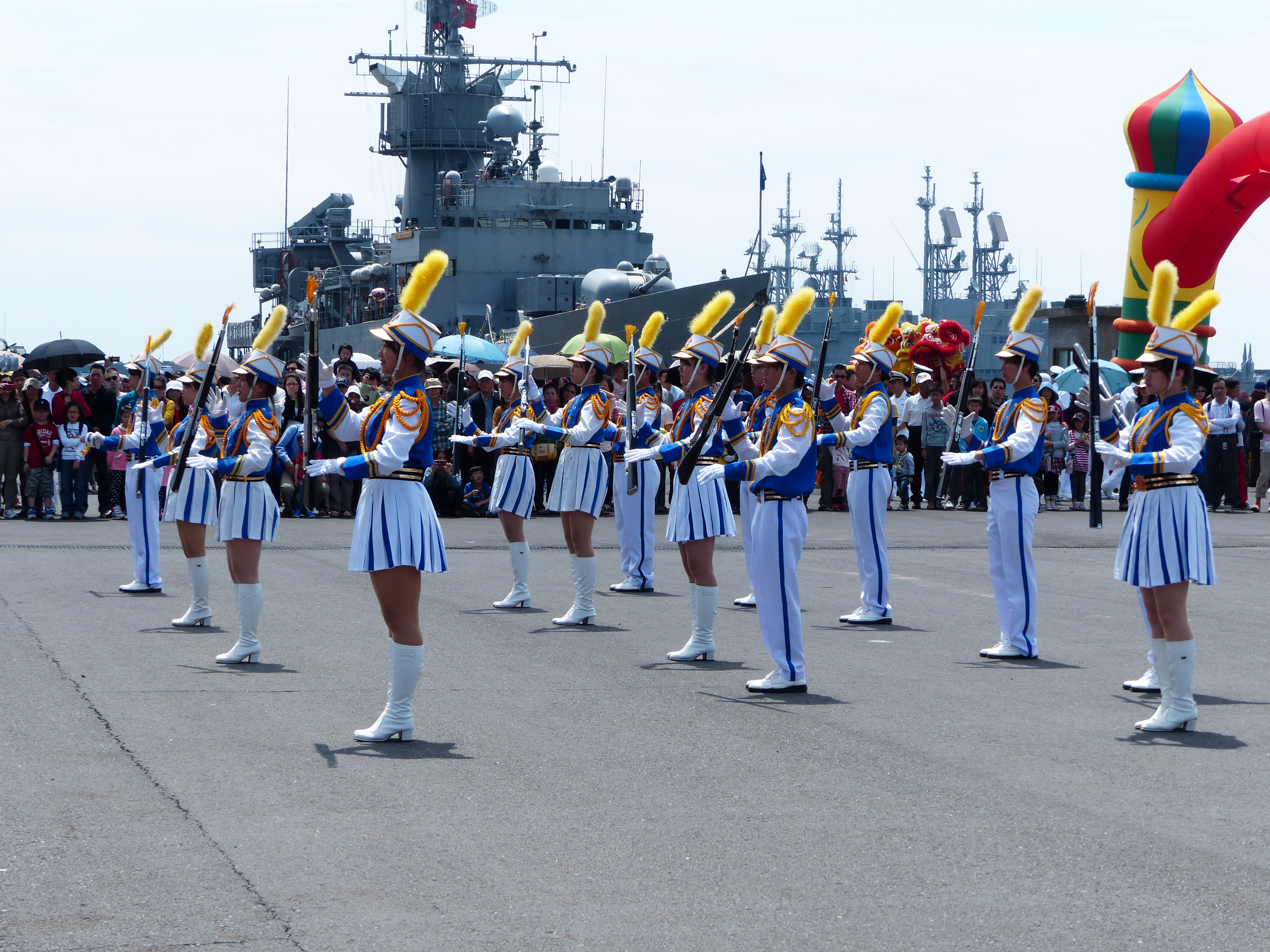
2013年，宜蘭蘇澳中正軍港營區開放活動，宜蘭高商儀隊參與演出

學生儀隊多由社團單獨表演，以參加校園博覽會、社團成果發表會、社團聯展、校慶、畢業典禮等校內活動為主，部分學生儀隊有機會搭配行進管樂隊與樂旗隊代表學校受邀參加國慶大典、總統府及縣市元旦升旗典禮、地區運動會開場、社區文化表演等各縣市的活動或出國表演。

### 全國高級中等學校儀隊競賽
全國高級中等學校儀隊競賽是於2017年起由中華民國國防部主辦、教育部協辦的競賽，每年四月在北部（陸軍）、中部（空軍）、南部（海軍）舉辦初賽，各區前三名隊伍進入七月舉辦的決賽。
第一屆全國高中、職校儀隊競賽
決賽時間：106年7月8日(週六)，1400時。
比賽結果：冠軍新興高中(北區冠軍)，亞軍臺中女中，季軍嘉義女中(中區冠軍)；其他參加決賽學校包含臺南女中(南區冠軍)、明道中學、恆春工商、莊敬高職及立志高中。晉級決賽因高雄女中及三信家商棄權，經國防部召開評審會議，同意依成績序由莊敬高職及立志高中遞補晉級(家齊高中及屏東女中放棄)。
第二屆全國高級中等學校儀隊競賽「2018，『儀』起爭霸」
決賽時間：107年7月7日(週六)，1400時。
比賽結果：冠軍北一女中(北區冠軍)，亞軍新興高中，季軍莊敬高職；第四名起排名分別為恆春工商(南區冠軍)、仁德醫專、嘉義女中、高雄女中、臺南一中及臺中女中(中區冠軍)。最佳人氣獎：高雄女中。預測冠軍：北一女中。
第三屆全國高級中等學校儀隊競賽
決賽時間：108年7月6日(週六)，1400時。
比賽結果：冠軍莊敬高職，亞軍新興高中(北區冠軍)，季軍仁德醫專(中區冠軍)；其他參加決賽學校包含港明高中、臺中女中、光華高工、臺南女中(南區冠軍)、恆春工商及智光商工。
109年全國高級中等學校「儀起來愛國」邀請賽
比賽時間：109年11月7日(週六)，1400時。
比賽結果：
　愛國歌曲組：冠軍莊敬高職、亞軍后綜高中、季軍能仁家商。
　儀隊競賽組：冠軍莊敬高職、亞軍仁德醫專、季軍智光商工、最佳造型獎光華高工、最佳創意獎臺中女中、最佳人氣獎港明高中，其他參賽學校包含能仁家商及后綜高中。

### 議長盃全國學生儀隊競賽
比賽時間：109年12月26日(週六)，1000時。
比賽結果：冠軍內埔農工，亞軍臺中工業高中，季軍協和祐德高中，殿軍台南女中，第5名港明高中，第6名明道高中，參賽學校合計24校。
主辦單位：台南市議會、台南市政府。

### 北儀盃、中儀盃、南儀盃學生儀隊錦標賽
北儀盃、中儀盃、南儀盃是由民間團體「中華民國儀隊協會」舉辦的比賽。

### 桃儀盃學生儀隊錦標賽
桃儀盃是由民間團體「桃園市儀隊發展協會」於2009年開始舉辦的比賽，是中華民國最悠久的學生儀隊比賽。

### 臺北市樂儀旗舞觀摩表演
臺北市樂儀旗舞觀摩表演（簡稱北市樂儀旗），是由臺北市政府教育局主辦的觀摩活動，每年四月舉行。

### 臺北燈節
臺北燈節是由臺北市政府主辦的元宵燈節活動，自2017年起邀請學生儀隊參加踩街遊行。

### 桃園管樂嘉年華
桃園管樂嘉年華是由桃園市政府文化局主辦的音樂嘉年華活動，每年四月舉行。

### 玉山盃全國青棒錦標賽冠軍賽
玉山盃全國青棒錦標賽冠軍賽是由中華民國棒球協會主辦的棒球賽，由北一女中樂儀旗隊進行賽前表演。

### 雞籠中元祭
雞籠中元祭是基隆地區於每年農曆七月舉辦的放水燈活動，學生儀隊參與農曆七月十四日放水燈遊行。

### 日月文武聚樂儀旗舞競賽
日月文武聚是由日月潭文武廟主辦、中華民國儀隊協會協辦的活動，每年九月舉行，最近一次舉辦為2017年。

### 彰化縣國慶暨行進樂隊遊行比賽
彰化縣遊行暨行進樂隊遊行比賽是由彰化縣政府主辦的國慶遊行比賽活動。

### 嘉義市國際管樂節
嘉義市國際管樂節是由嘉義市政府文化局主辦的音樂文化節，每年十二月舉行。

### 高雄市夢時代氣球大遊行
高雄市夢時代氣球大遊行是由統一超商主辦、中華民國儀隊協會協辦、高雄市政府指導的文化活動，邀請學生儀隊參與遊行，每年十二月舉行。

## 學生樂儀旗隊人物列表（依姓氏筆畫排列）

### 教練
- 施克順：空軍儀隊創立人，中山女高儀隊教練。[99]
- 施孝瑋：軍事記者，曾任景美女中儀隊教練、中正高中儀隊助教、全球防衛雜誌採訪主任。
- 張有全：陸軍儀隊創立人之一。
- 楊先鐸：陸軍士官長，陸軍儀隊訓練組長、北一女中等學校儀隊教練。[100]
- 燕忠堂：陸軍儀隊禮兵交接創立人，中正高中儀隊教練、景美女中等學校儀隊教練。[101]

### 成員
- 方念華：主播，中山女高儀隊隊長。[102]
- 王如玄：律師、政治人物，北一女中儀隊隊員。
- 王曉民：臺灣社會廣受關注的植物人，其狀況引發安樂死爭議。臺灣省立臺北第二女中（今臺北市立中山女高）管樂隊指揮。
- 何芝寧：新竹市東區埔頂里里長，曙光女中儀隊隊員。[103][104]
- 宗才怡：企業家，北一女中首屆儀隊旗官。（ 自喻為「誤闖政治森林的兔子」）
- 林俞汝：演員、模特兒，北一女中儀隊第40屆一分隊長。
- 金凱德：模特兒，景美女中儀隊隊員，因故中途退出。
- 徐薇：補教名師，北一女中儀隊隊長。
- 夏嘉璐：主播，景美女中儀隊隊長。[102]
- 高曼容：模特兒、第九屆台灣小姐，暨大附中儀隊隊員。[105]
- 崔麗心：主持人，北一女中儀隊第17屆分隊長。
- 陳孝萱：演員，中山女高樂隊隊員。
- 陳詠芯：模特兒，景美女中儀隊隊員，因故中途退出。
- 陳綺貞：歌手，景美女中樂隊隊員。
- 張鈞甯：演員，景美女中儀隊第34屆二區隊長。[102]
- 謝雨芝：藝人，北士商儀隊隊員。
- 謝家璇：主播，景美女中儀隊隊長。
- 蘇宗怡：主播，景美女中儀隊隊長。[102]

## 學生樂儀旗隊相關影視作品

### 電影
2004年，張鈞甯在《夢遊夏威夷》中，飾演景美女中儀隊隊員。片中台詞雖未提及校名，但出現張鈞甯穿上繡有校名的儀隊服鏡頭，以及出現景美儀隊的照片。
2011年，陳妍希和萱野可芬在《初戀風暴》中，飾演北一女中儀隊隊員。2013年，昆凌在《志氣》中，飾演景美女中（影片中稱為臺北女中）儀隊隊長。2014年，黃姵嘉在《逆轉勝》中，飾演景美女中（影片中稱為明星學校）儀隊隊長。
2018年，教育部委託北科附工拍攝微電影《青春兩好三壞》，描述輕度自閉亞斯伯格症候群患者的處境，由鍾采軒飾演北科附工儀隊隊員。
2020年，台中市政府於官方Youtube頻道推出台中女中校友慶百年樂儀旗隊表演紀錄影片「重返17」。

### 音樂和其他演出
2013年，吳建豪在《Love Over Time》音樂錄影帶中，邀請景美女中儀隊參與演出。2017年，丁噹在年度Hito流行音樂獎頒獎典禮，邀請彰化女中樂儀隊同台表演。 2018年，黃妃在《Kiss進行曲》音樂錄影帶中，邀請育達高職模特兒系、啦啦隊、儀隊共同參加拍攝。
2017年，全民大劇團在《致·這該死的愛》舞台劇中，邀請師大附中、內湖高工、中正高中等校儀隊共同參與演出。 2018年，萬芳在臺北小巨蛋和高雄巨蛋開演唱會，邀請士林高商、三信家商及高雄高商樂儀隊參與表演。

## 教練及民間組織
各校學生儀隊的教練，主要來自國軍三軍儀隊的退伍軍人、或是曾經擔任過學生儀隊的學長姐。學生儀隊教練目前沒有正式認證，完全依靠教練的自身經驗來進行教育和管理運作。中華民國三軍儀隊退伍弟兄協會（退儀邦）因應這種情況，而推出協會發出的「退儀邦專屬教練認證」。
推廣學生儀隊教育的民間相關組織有中華民國儀隊協會、北一女中樂儀旗隊永續發展協會、北一女中儀隊校友協會、成功高中儀隊之友聯誼協會、開南商工儀隊校友會、臺灣儀隊育成發展協會、桃園市儀隊發展協會、臺中市儀隊發展協會、儀隊文創等團體。

## 另見
- 中華民國三軍儀隊
- 中華民國警察儀隊
- 軍樂隊
- 管樂隊
- 鼓樂隊（英语：Corps of drums）
- 風笛樂隊（英语：Pipe band）
- 笛鼓樂隊（英语：Fife and drum corps）
- 鼓號樂隊（英语：Drum and bugle corps）
- 行進樂隊
- 戰鼓（英语：Military drums）
- 儀隊（honor guard）
- 校旗隊（color guard）
- 樂旗隊（color guard [flag spinning] / winter guard）
- 操槍隊（drill team）
- 舞隊（dance drill）
- 花式操槍（exhibition drill）
- 步操（foot drill）
- 閱兵
- 槍兵（英语：Rifleman）
- 樂隊女隊長（英语：Majorette (dancer)）

### 延伸閱讀
- 劉昌博. . 第78卷第1—3期. 臺北市: 中外雜誌社. 2005年7—9月號. ISSN 1016-4162. |journal=被忽略 (帮助); |issue=被忽略 (帮助);
- 社團法人北一女中樂儀旗隊永續發展協會. . 臺北市: 木蘭文化. 2015年. ISBN 9789869167017.
- 中華民國儀隊協會. . Issuu.com. 2011年.

## 外部連結
- 全國高中職校儀隊競賽（页面存档备份，存于），全民國防教育網
- 中華民國儀隊協會（页面存档备份，存于）
- 桃園市儀隊發展協會的Facebook專頁
- 台灣儀隊育成發展協會的Facebook專頁
- 儀隊文創的Facebook專頁